# Unconditional Love (песня Донны Саммер)
«Unconditional Love» (с англ. — «Безусловная любовь») — песня американской певицы Донны Саммер, записанная для её одиннадцатого студийного альбома She Works Hard for the Money (1983). Песня была написана Донной Саммер и Майклом Омартианом. В песне присутствует вокал британской регги-группы Musical Youth.
Песня была выпущена 23 сентября 1983 года в качестве сингла лейблом Mercury Records. Она не стала коммерчески успешной, достигнув пика на 43-й позиции в чарте Billboard Hot 100 и 40-й в чарте Cashbox, хотя она значительно лучше выступила в чарте R&B (достигнув первой десятки). В Великобритании он стал четырнадцатым топ-20-синглом Саммер, достигнув пиковой 14-й позиции.

## Позиции в хит-парадах
| Хит-парад (1983)                      | Высшая позиция |
| ------------------------------------- | -------------- |
| Австралия (Kent Music Report)         | 57             |
| Великобритания (UK Singles Chart)     | 14             |
| Испания (Los 40 Principales)          | 26             |
| Новая Зеландия (Recorded Music NZ)    | 24             |
| США (Billboard Hot 100)               | 43             |
| США (Billboard Hot R&B/Hip-Hop Songs) | 9              |
| США (Cash Box Top 100)                | 40             |